# Билык, Виктор Данилович
Виктор Данилович Билык (1936—2015) — советский и российский военачальник, генерал-лейтенант. Заместитель начальника Главного штаба РВСН СССР — РВСН РФ (1989—1993).

## Биография
Родился 2 мая 1936 года в селе Колодезное, Харьковской области.
В 1954 году призван в ряды РККА и направлен для обучения в Харьковское гвардейское танковое училище. С 1958 по 1962 год служил в составе частей Танковых войск в должностях командира танкового взвода и командира взвода механиков-водителей.
С 1962 по 1966 год проходил обучение на инженерном факультете Военной академии имени Ф. Э. Дзержинского. С 1966 года направлен в РВСН СССР, где служил на различных командных должностях, пройдя все должности полкового звена, в том числе командира батареи, ракетного дивизиона, заместитель командира и с 1973 по 1975 год — командир 60-го отдельного ракетного полка в составе 43-й ракетной армии. С 1975 по 1976 год — заместитель командира 33-й ракетной дивизии. С 1976 по 1979 год — командир 43-й гвардейской ракетной дивизии, в состав частей дивизии входили жидкостные одноступенчатые БРСД наземного базирования «Р-12» (SS-4) и «Р-14» (SS-5).
С 1979 по 1981 год обучался в Военной академии Генерального штаба Вооружённых Сил СССР. С 1981 по 1984 год — начальник штаба 31-й ракетной армии, в составе соединений армии состояли ракетный комплекс третьего поколения с тяжёлой двухступенчатой жидкостной ампулизированной межконтинентальной баллистической ракетой «Р-36М2» и стратегический ракетный комплекс с твердотопливной межконтинентальной баллистической ракетой мобильного и шахтного базирования с разделяющейся головной частью «РС-24». С 1984 по 1989 год — начальник Центрального командного пункта и заместитель начальника Оперативного управления РВСН СССР. С 1989 по 1993 год — заместитель начальника Главного штаба РВСН СССР — РВСН РФ, под руководством В. Д. Билыка в РВСН проводилась оснащение командных пунктов автоматизированной системой боевого управления и совершенствование системы боевого оперативного дежурства, под его руководством проводилась разработка и внедрение в практику новых принципов боевого применения подвижных пунктов управления и мобильных ракетных комплексов.
С 1993 года в запасе.
Скончался 14 марта 2015 года, похоронен на Троекуровском кладбище города Москвы, участок 25а.

## Высшие воинские звания
- Генерал-майор (30.10.1978)[2]
- Генерал-лейтенант (18.02.1993)[6]

## Награды
- орден Красной Звезды
- Орден «За службу Родине в Вооружённых Силах СССР» II и III степени[2]